# The Boat That Rocked

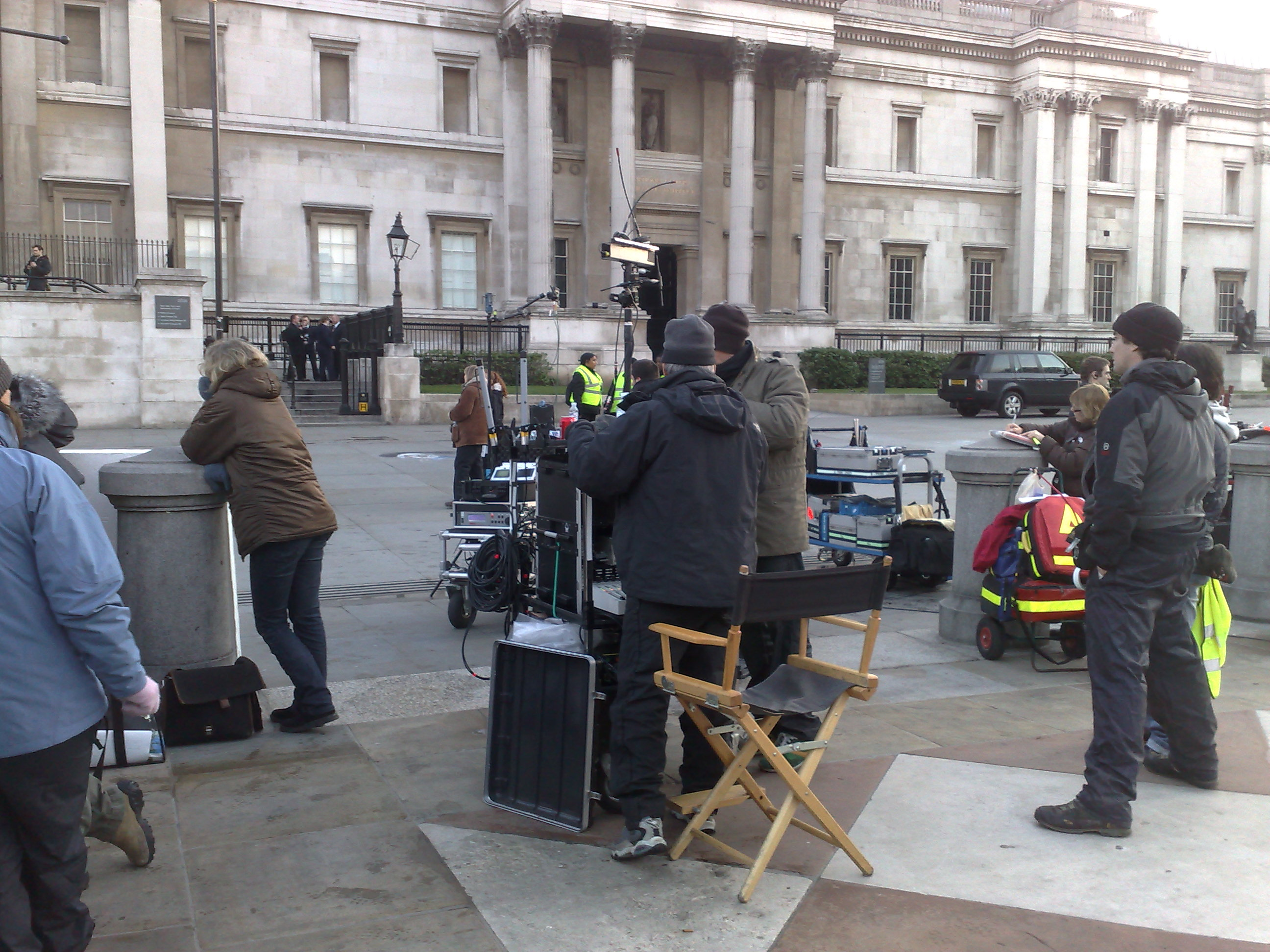
Filmagem de uma das cenas.

The Boat That Rocked (bra: Os Piratas do Rock; prt: O Barco do Rock) é um filme franco-teuto-britano-estadunidense de 2009, dos gêneros drama, comédia e romance musical, dirigido por Richard Curtis.

## Recepção da crítica
The Boat That Rocked teve recepção mista por parte da crítica especializada. Em base de 31 avaliações profissionais, alcançou uma pontuação de 58% no Metacritic. Por votos dos usuários do site, atinge uma nota de 6,3, usada para avaliar a recepção do público.